# Lavandeira (Tocantins)
Lavandeira é um município brasileiro do estado do Tocantins. Localiza-se a uma latitude 12º47'19" sul e a uma longitude 46º30'22" oeste, estando a uma altitude de 330 metros. Sua população estimada em 2021 era de 1.984 habitantes. Possui uma área de 519,614 km².

## Cultura
Uma das principais tradições do município é o Festejo de Nossa Senhora de Fátima evento centenário que acontece no mês de maio em homenagem à Nossa Senhora de Fátima, padroeira do municipio.

## Esporte
O principal centro esportivo do município é 'Complexo Esportivo Professor Leyvalmir Rodrigues, que conta com a capacidade de lotação para cinco mil expectadores e é usado para a prática de futebol.
Em 2012 foi fundado a Força Jovem Esporte Clube (Lavandeira). Essa agremiação disputou a segunda divisão do Campeonato Tocantinense de Futebol em 2012. E voltou à atividade em 2018, quando disputou novamente a segunda divisão do Campeonato Tocantinense de Futebol e conseguiu o direito de disputar a primeira divisão do ano segunte.  Em 2019, estreou na primeira divisão estadual disputando o Campeonato Tocantinense de Futebol de 2019, classificou-se para as quartas-de-finais e conseguiu avançar passando pela equipe da Sociedade Desportiva Sparta, sendo eliminada nas semi-finais pela equipe do Tocantinópolis Esporte Clube.

## Turismo
Serras Gerais é uma região aida pouco explorada, mas de grande potencial turístico e vem despertando interesse de turistas e empresários.